# Kendall Brodie
Kendall Brodie, född 21 november 1991, är en australisk roddare.

## Karriär
Vid VM 2023 i Belgrad tog Brodie brons tillsammans med Patrick Holt, Joshua Hicks, Ben Canham, Timothy Masters, Jack Robertson, Joseph O'Brien, Angus Dawson och Angus Widdicombe i åtta med styrman.